# 吉良裕臣
吉良 裕臣 (きら ひろおみ）は、日本の総務官僚。総務省大臣官房長、総務省総合通信基盤局長等を経て、KDDI執行役員副社長。

## 人物・経歴
大分県竹田市出身。大分県立大分上野丘高等学校を経て、1978年東京大学法学部卒業、郵政省入省。総務省郵政行政部長を経て、2010年総務省大臣官房長。2012年から総務省総合通信基盤局長を務め、モバイル接続料算定に係る研究会を立ち上げ、ドミナント規制見直しにあたった。2015年退官、東京海上日動火災保険顧問。2017年KDDI執行役員副社長リスクマネジメント本部担当。
2025年（令和7年）春の叙勲で瑞宝中綬章を受章した。